# Антонін Їран
Антонін Їран (чеськ. Antonín Jiran) — чеський футболіст, що грав на позиції правого крайнього нападника. Відомий виступами, зокрема, в складі клубу «Спарта» (Прага).

## Футбольна кар'єра
Став гравцем празької «Спарти» в сезоні 1928/29. Їран грав на позиції правого крайнього нападника, забив у тому сезоні 5 голів, а його клуб вперше з часу створення професіональної футбольної ліги в Чехословаччині опустився на третє місце. В травні 1929 року зіграв у фінальному матчі Середньочеського кубка проти «Славії». Це був розіграш попереднього 1928 року, але через нічийний результат 1:1 у грудневому фінальному матчі, було призначене перегравання, яке перенесли на наступний рік. Цей матч з Їраном у складі також приніс нічию 1:1. В другому переграванні Антонін не грав, його клуб програв 2:3.
Влітку 1929 року Їран брав участь в чвертьфінальних матчах Кубка Мітропи. «Спарта» за сумою двох матчів поступилась угорському «Уйпешту» (1:6, 2:0), майбутньому переможцю. 
Грав за «Спарту» також у сезоні 1929-30, в якому його клуб став другим у чемпіонаті Чехословаччини.

## Статистика виступів

### Статистика виступів в чемпіонаті
| Сезон                       | Матчі | Голи | Клуб         |
| --------------------------- | ----- | ---- | ------------ |
| Середньочеська ліга 1928/29 | ?     | 5    | Спарта Прага |
| Середньочеська ліга 1929/30 | ?     | 1    | Спарта Прага |
| РАЗОМ                       | ?     | 6    |              |

### Статистика виступів у кубку Мітропи
| №                      | Розіграш               | Стадія                 | Дата та місце проведення | Команда 1              | Рахунок | Команда 2         | Голи |
| ---------------------- | ---------------------- | ---------------------- | ------------------------ | ---------------------- | ------- | ----------------- | ---- |
| 1                      | 1929                   | 1/4 фіналу             | 22.06.1929 Будапешт      | Уйпешт (Будапешт)      | 6:1     | Спарта (Прага)    |      |
| 2                      | 1929                   | 1/4 фіналу             | 3.07.1929 Прага          | Спарта (Прага)         | 2:0     | Уйпешт (Будапешт) |      |
| Всього в Кубку Мітропи | Всього в Кубку Мітропи | Всього в Кубку Мітропи | Всього в Кубку Мітропи   | Всього в Кубку Мітропи | 2       |                   | 0    |

## Титули і досягнення
- Срібний призер чемпіонату Чехословаччини (1):

«Спарта» (Прага): 1930
- Фіналіст Середньочеського кубка (1):

«Спарта» (Прага): 1928